# La bambola coi milioni
La bambola coi milioni (Кукла с миллионами, Kukla s millionami) è un film del 1928, diretto da Sergej Komarov, con Igor' Il'inskij.

## Trama
Pierre e Paul Cousins sono presenti, a Parigi, al letto di morte della ricchissima zia M.me Collie, dententrice di un notevole pacchetto di azioni della Compagnia del Canale di Suez. Ma, una volta deceduta la zia, l'apertura del testamento rivela che l'erede universale è la poco nota parente Maria Ivanova. Di lei si sa solo che vive a Mosca, ha 17 anni ed un neo sulla spalla, ed ha una bambola all'interno della quale si trova il suo certificato di nascita, che ne testimonia l'identità; inoltre, l'eccentrica zia, nel testamento, stabilisce che Maria potrà entrare in possesso dell'eredità solo se si sposerà.
Pierre e Paul si precipitano a Mosca, cercando di rintracciare Maria con la sua bambola, e possibilmente di sposarla. Compito difficile: a Mosca ci sono migliaia di persone che si chiamano Maria Ivanova, diverse di esse hanno 17 anni ed un neo sulla spalla, ed almeno due hanno il certificato di nascita racchiuso in una bambola. Pierre e Paul trovano un paio di Marie e programmano, separatamente, il loro rispettivo matrimonio con loro, che non andrà, per motivi vari, a buon fine. Del resto, le azioni della Compagnia hanno subito un tracollo, per cui l'eventuale eredità si riduce a ben poca cosa.